# Liste des mairies d'arrondissement de Paris
Cet article recense les mairies d'arrondissement de Paris, en France.

## Généralités
Paris étant une commune, ses institutions municipales sont hébergées dans un hôtel de ville. La ville est subdivisée en 20 arrondissements municipaux qui disposent chacun d'un maire d'arrondissement et d'un conseil d'arrondissement, hébergés dans une mairie d'arrondissement. Les 20 mairies d'arrondissement sont des mairies annexes et ne jouent pas du tout le rôle d'une mairie.

## Liste

### Mairies d'arrondissement actuelles
La liste suivante recense les mairies actuelles des 20 arrondissements.
| Édifice                                  | Adresse                      | Début | Fin  | Architectes                           | Protection | Coordonnées                      | Illus. |
| ---------------------------------------- | ---------------------------- | ----- | ---- | ------------------------------------- | ---------- | -------------------------------- | ------ |
| Mairie du 1er arrondissement             | Place du Louvre              | 1858  | 1860 | Jacques Ignace Hittorff               |            | 48° 51′ 36″ nord, 2° 20′ 29″ est |        |
| Mairie du 2e arrondissement              | Rue de la Banque             | 1848  |      | Alphonse Girard                       | Inscrit MH | 48° 52′ 01″ nord, 2° 20′ 23″ est |        |
| Mairie du 3e arrondissement              | Rue Eugène-Spuller           | 1864  | 1867 | Victor Calliat, Eugène-Alexandre Chat |            | 48° 51′ 50″ nord, 2° 21′ 42″ est |        |
| Mairie du 4e arrondissement              | Place Baudoyer               | 1868  | 1868 | Antoine-Nicolas Bailly                |            | 48° 51′ 22″ nord, 2° 21′ 22″ est |        |
| Mairie du 5e arrondissement              | Place du Panthéon            | 1846  | 1849 | Jacques Ignace Hittorff               | Inscrit MH | 48° 50′ 45″ nord, 2° 20′ 40″ est |        |
| Mairie du 6e arrondissement              | Place Saint-Sulpice          | 1847  | 1849 | Rolland et Levicomte                  |            | 48° 51′ 02″ nord, 2° 19′ 56″ est |        |
| Mairie du 7e arrondissement              | Rue de Grenelle              | 1862  | 1862 | Joseph Uchard                         | Inscrit MH | 48° 51′ 25″ nord, 2° 19′ 13″ est |        |
| Mairie du 8e arrondissement (hôtel Cail) | Rue de Lisbonne              | 1865  | 1865 | Albert Labouret                       | Inscrit MH | 48° 52′ 39″ nord, 2° 19′ 03″ est |        |
| Mairie du 9e arrondissement              | Rue Drouot                   | 1746  | 1748 | Charles-Étienne Briseux               | Inscrit MH | 48° 52′ 21″ nord, 2° 20′ 29″ est |        |
| Mairie du 10e arrondissement             | Rue du Faubourg-Saint-Martin | 1892  | 1896 | Eugène Rouyer                         |            | 48° 52′ 18″ nord, 2° 21′ 28″ est |        |
| Mairie du 11e arrondissement             | Place Léon-Blum              | 1862  | 1865 | Étienne-François Gancel               |            | 48° 51′ 31″ nord, 2° 22′ 46″ est |        |
| Mairie du 12e arrondissement             | Rue Descos                   | 1876  | 1876 | Antoine-Julien Hénard                 |            | 48° 50′ 27″ nord, 2° 23′ 18″ est |        |
| Mairie du 13e arrondissement             | Place d'Italie               | 1873  | 1877 | Paul-Émile Bonnet                     |            | 48° 49′ 57″ nord, 2° 21′ 20″ est |        |
| Mairie du 14e arrondissement             | Place Ferdinand-Brunot       | 1852  | 1858 | Claude Naissant                       |            | 48° 49′ 59″ nord, 2° 19′ 37″ est |        |
| Mairie du 15e arrondissement             | Rue Péclet                   | 1873  | 1876 | Désiré Louis Henri Devrez             | Inscrit MH | 48° 50′ 29″ nord, 2° 18′ 01″ est |        |
| Mairie du 16e arrondissement             | Avenue Henri-Martin          | 1875  | 1877 | Eugène Godeboeuf                      |            | 48° 51′ 49″ nord, 2° 16′ 36″ est |        |
| Mairie du 17e arrondissement             | Place Richard-Baret          | 1970  | 1972 | Albert Favre, Pierre Burc             |            | 48° 53′ 04″ nord, 2° 19′ 20″ est |        |
| Mairie du 18e arrondissement             | Place Jules-Joffrin          | 1888  | 1905 | Marcellin Varcollier, Léon Salleron   |            | 48° 53′ 31″ nord, 2° 20′ 40″ est |        |
| Mairie du 19e arrondissement             | Place Roger-Madec            | 1876  | 1878 | Gabriel Davioud                       |            | 48° 52′ 58″ nord, 2° 22′ 55″ est |        |
| Mairie du 20e arrondissement             | Place Gambetta               | 1867  | 1877 | Léon Salleron                         |            | 48° 51′ 42″ nord, 2° 23′ 56″ est |        |

### Anciennes mairies

#### Anciennes mairies des anciens arrondissements avant 1859
| Édifice                               | Arrondissement           | Adresse                          | Début     | Fin       | Architectes | Notes                                                                                   | Protection | Coordonnées | Illus. |
| ------------------------------------- | ------------------------ | -------------------------------- | --------- | --------- | ----------- | --------------------------------------------------------------------------------------- | ---------- | ----------- | ------ |
| Première mairie du 4e arrondissement  | Ancien 4e arrondissement | no 29, rue Coquillière           |           | 1803      |             | Ancien hôtel du fermier général Gigault de Crisenoy                                     |            |             |        |
| Deuxième mairie du 4e arrondissement  | Ancien 4e arrondissement | no 4, place du Chevalier-du-Guet | 1803      | Vers 1850 |             | Ancien hôtel du Chevalier-du-Guet ; à l'emplacement de la rue Jean-Lantier              |            |             |        |
| Troisième mairie du 4e arrondissement | Ancien 4e arrondissement | Rue de l'Oratoire                | Vers 1850 | 1854      |             | Ancien hôtel d'Angiviliers ; à l'intersection des actuelles rues de Rivoli et du Louvre |            |             |        |
| Quatrième mairie du 4e arrondissement | Ancien 4e arrondissement | no 6, rue Boucher                | 1855      | 1859      |             | Immeuble disparu ; l'emplacement occupé par les locaux de La Samaritaine                |            |             |        |

#### Anciennes mairies des anciennes communes annexées à Paris en 1859
Parmi les mairies des anciennes communes annexées lors de l'extension de Paris en 1860, seules celles de Grenelle et de Montmartre existent encore.
| Édifice                              | Commune             | Adresse                                                                                  | Début | Fin  | Architectes | Notes | Protection | Coordonnées                      | Illus. |
| ------------------------------------ | ------------------- | ---------------------------------------------------------------------------------------- | ----- | ---- | ----------- | --- | ---------- | -------------------------------- | ------ |
| Première mairie d'Auteuil            | Auteuil             | Place Jean-Lorrain                                                                       | 1792  | 1804 |             | |            |                                  |        |
| Deuxième mairie d'Auteuil            | Auteuil             | Place de l'Église-d'Auteuil                                                              | 1804  | 1844 |             | Détruite pour l'agrandissement de la place                                                                              |            |                                  |        |
| Troisième mairie d'Auteuil           | Auteuil             | 34 rue Boileau                                                                           | 1844  | 1871 |             | Détruite lors de la Commune                                                                                             |            |                                  |        |
| Première mairie des Batignolles      | Batignolles-Monceau | 50 rue Truffaut                                                                          | 1830  | 1849 |             | Détruite |            |                                  |        |
| Deuxième mairie des Batignolles      | Batignolles-Monceau | Place Richard-Baret                                                                      | 1849  | 1970 |             | Détruite car menacée d'effondrement                                                                                     |            |                                  |        |
| Ancienne guinguette de L'Île d'Amour | Belleville          | 136 rue de Belleville, en face de l'église Saint-Jean-Baptiste                           | 1847  | 1877 |             | Mairie du 20e arrondissement de 1860 à 1877 ; détruite pour laisser place à la rue du Jourdain                          |            |                                  |        |
| Mairie de Bercy                      | Bercy               | 2 rue de Bercy, Place Lachambeaudie                                                      |       |      |             | Mairie du 12e arrondissement de 1860 à 1871 ; incendiée pendant la Commune                                              |            |                                  |        |
| Première mairie de La Chapelle       | La Chapelle         | 14 rue de la Chapelle                                                                    | 1789  | 1834 |             | Salle dépendant du presbytère de l'église Saint-Denys de la Chapelle                                                    |            |                                  |        |
| Deuxième mairie de La Chapelle       | La Chapelle         | 14 rue de Torcy (anciennement 11 rue du Bon-Puits)                                       | 1834  | 1845 |             | Bâtiment construit sur une partie du marché aux vaches                                                                  |            |                                  |        |
| Troisième mairie de La Chapelle      | La Chapelle         | 57 rue Marx-Dormoy (anciennement rue de la Chapelle), à l'angle avec la rue Doudeauville | 1845  | 1860 |             | Devenue justice de paix en 1860 ; démolie en 1907 pour construire l'actuel collège Marx-Dormoy                          |            | 48° 53′ 20″ nord, 2° 21′ 35″ est |        |
| Mairie de Charonne                   | Charonne            | 121 rue de Bagnolet, à côté de l'église Saint-Germain de Charonne                        |       | 1860 |             | Détruite |            |                                  |        |
| Mairie de Grenelle                   | Grenelle            | 69 rue Violet, Place du Commerce                                                         | 1842  | 1860 |             | | Inscrit MH | 48° 50′ 44″ nord, 2° 17′ 30″ est |        |
| Première mairie de Montmartre        | Montmartre          | 3 place du Tertre                                                                        | 1790  | 1837 |             | Bâtiment existant |            | 48° 53′ 11″ nord, 2° 20′ 27″ est |        |
| Mairie de Montmartre                 | Montmartre          | Place des Abbesses                                                                       | 1837  | 1892 |             | Mairie du 18e arrondissement de 1860 à 1892 ; bâtiment détruit. À son emplacement, a été aménagé le square Jehan-Rictus |            | 48° 53′ 05″ nord, 2° 20′ 19″ est |        |
| Première mairie de Passy             | Passy               | 3 rue Benjamin-Franklin                                                                  | 1804  | 1836 |             | Détruite |            |                                  |        |
| Deuxième mairie de Passy             | Passy               | 67 rue de Passy                                                                          | 1836  | 1877 |             | Mairie du 16e arrondissement de 1860 à 1877 ; bâtiment remanié et rehaussé                                              |            |                                  |        |
| Mairie de Vaugirard                  | Vaugirard           | 18 place Adolphe-Chérioux                                                                | 1831  | 1876 |             | Mairie du 15e arrondissement de 1860 à 1876 ; bâtiment détruit                                                          |            |                                  |        |
| Première mairie de La Villette       | La Villette         | rue de Flandre                                                                           | 1808  | 1837 |             | Détruite |            |                                  |        |
| Deuxième mairie de La Villette       | La Villette         | 2 quai de l'Oise                                                                         | 1837  | 1850 |             | Détruite |            |                                  |        |
| Troisième mairie de La Villette      | La Villette         | 160 rue de Crimée                                                                        | 1850  | 1876 |             | Mairie du 19e arrondissement de 1860 à 1878 ; bâtiment détruit                                                          |            |                                  |        |